# Светолик Ранковић
Светолик Ранковић (Велика Моштаница, 7. децембар 1863 — Београд, 18. март 1899) био је српски писац из периода реализма. Његов отац Павле у време рођења Светолика био је учитељ у Моштаници, а постао је свештеник након што се породица преселила у Гараше, село у крагујевачком округу, поред Аранђеловца. Нижу гимназију и богословију Ранковић је завршио 1884. у Београду, а потом је отишао у Кијев и тамо свршио Духовну академију. У Кијеву се Ранковић упознао са богословско-филозофским наукама и историјом руске и светске литературе, а највећи утицај на њега оставила су дела Толстоја, Гогоља, Гончарова, Корољенка и других руских писаца.
Док је Ранковић био на летњем распусту 1886. године, разбојници су напали породичну кућу и убили оца Павла, а мајку и остале мучили. Ранковић је успео да побегне, и доведе помоћ под околностима сличним онима које су описане у његовом делу „Горски цар“ када говори о хајдучкој похари газда Ђорђа.

## Службовање
Пошто је 1888. завршио Духовну академију Светолик се вратио у Србију и почео да ради као наставник веронауке у гимназији у Крагујевцу. Године 1893. премештен је на службу у београдској Богословији, а 1894. опет бива премештен, у Ниш. Године 1897. усталио се као гимназијски вероучитељ у Београду. Незадовољан својим несигурним статусом у звању привременог вршиоца дужности хонорарног наставника намеравао је да напусти струку. Године 1890. положио је професорски испит с радом „О црквеном беседништву“ са одличном оценом.

## Списатељски рад
Године 1892. објавио је приповетку „Јесење слике“ у часопису Отаџбина. Од туберкулозе је оболео 1897. Опорављао се у Гарашима. Роман Горски цар писан нешто раније у Нишу је објављен као 38. књига „Кола“ Српске књижевне задруге. Спас од туберкулозе је 1898. потражио у манастиру Буково, где је писао свој други роман Сеоска учитељица. У јесен одлази у Херцег-Нови на лечење и тамо је довршио своју најбољу приповетку „Стари врускавац“ и започео свој трећи роман Порушени идеали. Матица српска је наградила Сеоску учитељицу, а Коларчева задужбина је награђује и узима за штампу.
Након смрти најмлађег сина 1899. прешао је у Београд, где је умро од "грудобоље" (туберкулозе) у 36. години живота. Предавао је до тада на београдској Богословији. Српска књижевна задруга 1900. године је као 62. књигу „Кола“ објавила рукопис Порушених идеала који је Ранковић завршио последњих недеља живота у самртној постељи.
Био је ожењен Босом са којом је имао троје деце.

## Књижевни утицаји и узори
У ранијим критикама, новине које је донела Ранковићева проза најчешће су се доводиле у везу са утицајем руских писаца. Сам Ранковић је, по повратку са кијевске Богословске академије, писао да „руски језик зна перфектно заједно са историјом руске литературе“, а од њега су остали и преводи Толстојеве Опсаде Севастопоља у Делу, Корољенкових текстова и неких мањих писаца. Међутим, тадашња критика је занемаривала сличности Ранковићеве прозе са остварењима западноевропских писаца, као што су Балзак и Флобер, и са домаћом књижевном традицијом.
Оријентисаност на руске узоре није била одлика само Ранковића, већ целе књижевне епохе којој је припадао. Специфичност његова је у смењивању једног модела узора (Гогољ, Тургењев, Салтиков-Шчедрин) другим (Толстој, Достојевски). Утицај Толстоја и Достојевског је посебно приметан у Ранковићевим романима и односи се, пре свега, на избор теме и јунака, сликање унутрашњег живота, хуманистички однос према човеку запалом у беспомоћан положај, природу споредних лица као прикривених коментара појединих јунакових особина, композицију. Паралелно са сличностима критика је писала и о разликама у односу на руске обрасце, који су тежили свеобухватности, антрополошком оптимизму, преображају јунака кроз патњу, развијеној техници описа психолошких стања, док код Ранковића имамо сегментацију света, песимизам, одсуство преображаја (катарзе) и неуспели покушај развијања тока свести.
Каснија тумачења осветлила су и утицаје домаће књижевне традиције. У приповеткама Ранковићевим очевидан је утицај поетских реалиста (Војислав Илић) који се огледа у лирски интонираним јесењим сликама, затим утицај Милована Глишића (духовите приче у фолклорном маниру), Лазе Лазаревића (психолошке приповетке), Радоја Домановића (сатиричан однос према паланачком друштву и сеоској бирократији). Знатан је и утицај симболистичких приповедака Симе Матавуља на приповедни рад Ранковића.
По њему је названа ОШ „Светолик Ранковић” Аранђеловац.